# Хлорид никеля(II)-аммония
Хлорид никеля(II)-аммония — неорганическое соединение,
двойная соль никеля, аммония и соляной кислоты
с формулой NH4NiCl3,
желтые или рубиново-красные кристаллы,
растворяется в воде,
образует кристаллогидраты — сине-зелёные кристаллы.

## Получение
- Выпаривание стехиометрических количеств солянокислых растворов хлоридов никеля и аммония:

{\displaystyle {\mathsf {NiCl_{2}+NH_{4}Cl+6H_{2}O\ {\xrightarrow {HCl}}\ NH_{4}NiCl_{3}\cdot 6H_{2}O}}}
- Сплавление оксида никеля и хлорида аммония:

{\displaystyle {\mathsf {NiO+3NH_{4}Cl\ {\xrightarrow {200^{o}C}}\ NH_{4}NiCl_{3}+2NH_{3}\uparrow +H_{2}O}}}

## Физические свойства
Хлорид никеля(II)-аммония образует желтые или рубиново-красные кристаллы
гексагональной сингонии,
пространственная группа P 63/mmc,
параметры ячейки a = 0,69216 нм, c = 0,5915 нм, Z = 2
.
Растворяется в воде.
Образует кристаллогидрат состава NH4NiCl3•6H2O — сине-зелёные кристаллы.

## Химические свойства
- Кристаллогидрат теряет воду при 70°С.

## Применение
- Компонент электролитов для нанесения покрытий никеля.
- Протрава при крашении тканей.